# 防衛目的のためにする特許権及び技術上の知識の交流を容易にするための日本国政府とアメリカ合衆国政府との間の協定
防衛目的のためにする特許権及び技術上の知識の交流を容易にするための日本国政府とアメリカ合衆国政府との間の協定（ぼうえいもくてきのためにするとっきょけんおよびぎじゅつじょうのちしきのこうりゅうをよういにするためのにほんこくせいふとアメリカがっしゅうこくせいふとのあいだのきょうてい、英称：Agreement between the Government of the United States of America and the Government of Japan to Facilitate Interchange of Patent Rights and Technical Information for Purposes of Defense、昭和31年条約第12号）は、1956年（昭和31年）に日本とアメリカ合衆国との間で締結された軍事関連特許の秘密保持に関する条約である。一方の国で非公開とされた防衛関連の特許出願（いわゆる秘密特許）について、他方の国でも非公開とすること等を規定している。略称、日米技術協定（にちべいぎじゅつきょうてい）、または、日米防衛特許協定（にちべいぼうえいとっきょきょうてい）。

## 概要
協定本体（全9条）と、協定の不可分の一部である議定書（全6項）とからなる。
協定第3条では、「一方の政府が合意される手続に従つて防衛目的のため他方の政府に提供した技術上の知識が，提供国で秘密に保持されている特許出願の対象たる発明をあらわすものであるときは，その特許出願に相当する他方の国でされた特許出願は，類似の取扱を受けるものとする。」と定められている。ただし、日本における秘密特許制度は1948年に廃止されており、現在、秘密特許制度を有しているのは米国のみであるから、この協定によって秘密にされるのは、米国において秘密とされた特許出願に対応する日本での特許出願のみである。
協定第3条に基いて日本で秘密にされる特許出願については、議定書第3項に具体的に規定されている。同項(a)には、米国で秘密に保持されている特許出願の対象について、米国出願人やその承継人により日本で特許出願が行われた場合には、米国での秘密保持が終止するまで日本での特許出願は公開されないことが規定されている。この規定の対象となる日本出願は、協定出願と呼ばれる。また、同項(b)には、協定出願以外の特許出願であっても、協定出願の対象となった発明を公にするものである場合には、米国での秘密保持が終止するまで日本での特許出願は公開されないことが規定されている。この規定の対象となる日本出願は、準協定出願と呼ばれる。
特許法は、出願から1年6月後の出願公開（第64条）等の規定を有しているが、本協定に基づく協定出願及び準協定出願はその例外として扱われる（なお、特許法には協定出願及び準協定出願を秘密にする旨の明確な規定はない。）。
本協定は、実施のための手続細則が設けられておらず、事実上実施されていなかったが、米国政府の要請により、1988年（昭和63年）4月に手続細則が整備され、実施に移されている。
なお、本協定と同様の条約が、米国と、オーストラリア、ベルギー、デンマーク、フランス、ドイツ、ギリシャ、イタリア、オランダ、ノルウェー、ポルトガル、スペイン、トルコ、イギリスとの間でも締結されている。